# Вільгельм Лоренц
Вільгельм Лоренц (нім. Wilhelm Lorenz; 25 квітня 1894, Вандсбек — 2 січня 1943, Дем'янськ, РРФСР) — німецький офіцер, генерал-майор вермахту. Кавалер Лицарського хреста Залізного хреста.

## Біографія
4 квітня 1912 року вступив в армію. Учасник Першої світової війни. Після демобілізації армії залишений в рейхсвері. 31 грудня 1930 року звільнений у відставку. З 27 січня 1931 по 1 квітня 1938 року — військовий консультант китайського уряду. 1 серпня 1938 року вступив у вермахт як офіцер служби комплектування і призначений у 4-й кавалерійський полк. 1 лютого 1939 року зарахований на дійсну службу і переведений в 10-й кавалерійський полк.
З 1 травня 1939 року — командир 2-го батальйону 9-го кавалерійського полку, з 1 серпня 1939 року — 3-го розвідувального батальйону, з 15 грудня 1939 року — 9-го запасного кінного полку, з 24 травня 1940 року — 376-го піхотного полку, одночасно 11-20 листопада 1942 року виконував обов'язки командира 12-ї піхотної дивізії. 27 грудня 1942 року важко поранений. Помер у шпиталі.

## Звання
- Фанен-юнкер (4 квітня 1912)
- Фенріх (19 листопада 1912)
- Лейтенант (20 серпня 1913)
- Оберлейтенант (5 жовтня 1916)
- Ротмістр (1 листопада 1923)
- Майор (1 серпня 1938)
- Оберстлейтенант (1 лютого 1939)
- Оберст (1 березня 1941)
- Генерал-майор (8 лютого 1943, посмертно)

## Нагороди
- Залізний хрест 2-го і 1-го класу
- Нагрудний знак «За поранення» в чорному
- Почесний хрест ветерана війни з мечами
- Медаль «За вислугу років у Вермахті» 4-го, 3-го і 2-го класу (18 років)
- Застібка до Залізного хреста 2-го і 1-го класу
- Медаль «За зимову кампанію на Сході 1941/42»
- Німецький хрест в золоті (3 жовтня 1942)
- Лицарський хрест Залізного хреста (28 грудня 1942)